# Mont Fleuri Football Club
Le Mont Fleuri FC est un club seychellois de football basé à Victoria. 

## Palmarès
- Championnat des Seychelles
  - Champion en 1982 et 1984